# Lou Barletta
Louis James Barletta, detto Lou (Hazleton, 28 gennaio 1956), è un politico statunitense, membro della Camera dei Rappresentanti per lo stato della Pennsylvania dal 2011 al 2019.

## Biografia
Nato e cresciuto in Pennsylvania da una famiglia italoamericana, Barletta intraprese subito la strada politica come membro del Partito Repubblicano e dopo aver perso l'elezione a consigliere comunale di Hazleton ne venne eletto sindaco.
Nel 2002 si candidò alla Camera dei Rappresentanti contro il deputato democratico in carica Paul Kanjorski ma venne sconfitto. Barletta tornò a fare il sindaco e ci riprovò sei anni dopo, ma anche stavolta perse la competizione contro Kanjorski. Nel 2010 si ricandidò e questa volta riuscì a superare Kanjorski e ad essere eletto.
Fu riconfermato per altri tre mandati, finché nel 2018 annunciò la propria candidatura al Senato contro il democratico in carica Bob Casey, Jr., che tuttavia lo sconfisse. Barletta lasciò così il Congresso dopo otto anni di permanenza.
Barletta è giudicato un repubblicano abbastanza conservatore, soprattutto in tema di immigrazione clandestina. Di dichiarate origini italiane, fa parte della Italian American Congressional Delegation.